# Éfrit

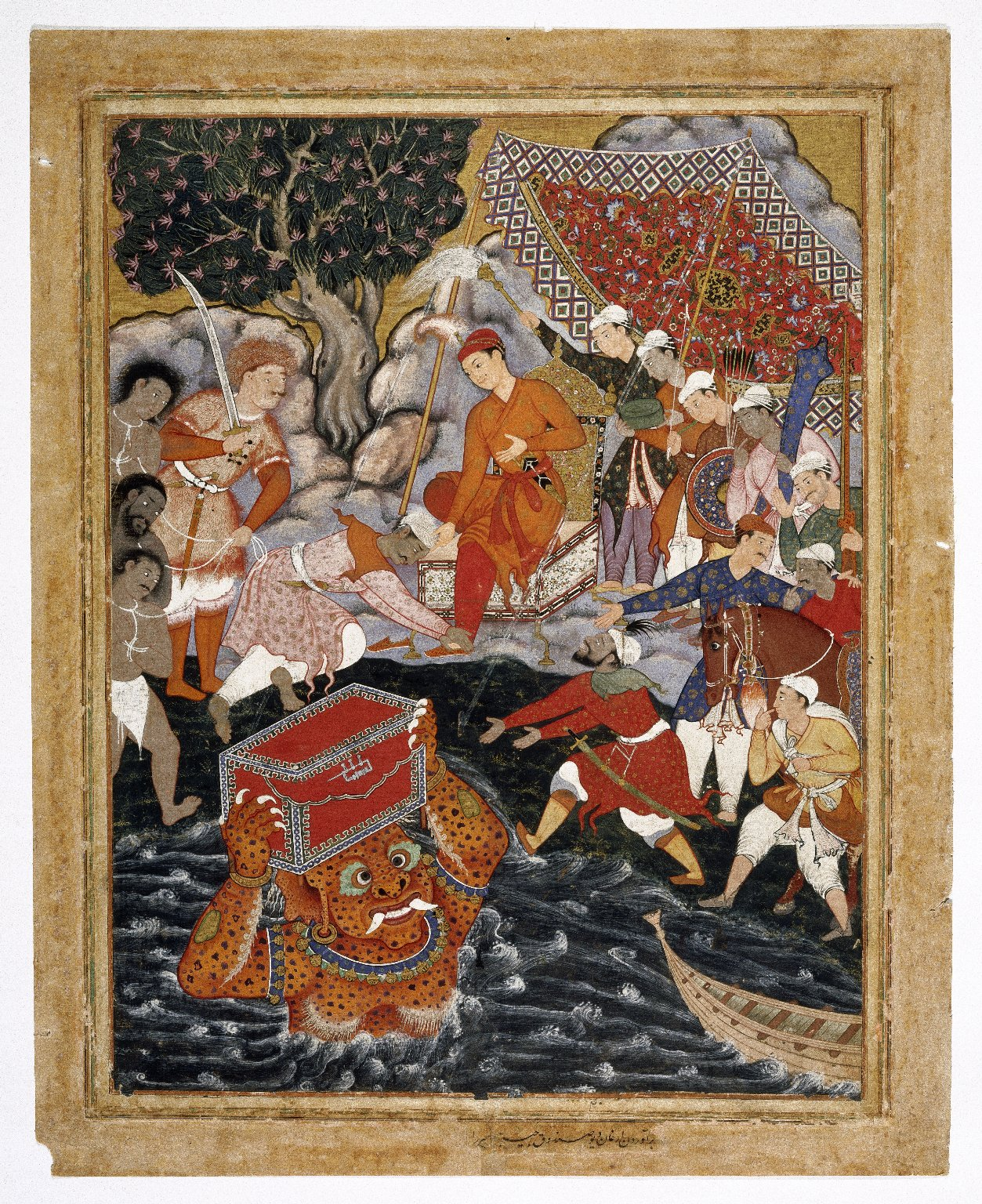
Un efrit nommé Arghan Div apporte un coffre d'armures à Hamza

Un éfrit, ifrit ou afrit (arabe : عفريت, ʻifrīt, et عفاريت, ʻafārīt au pluriel) est, selon l'islam, à la fois une catégorie de djinn et une catégorie d'ange, un type de créature spirituelle faite de feu, à la différence des simples anges qui sont faits de lumière. Ils peuvent être bénéfiques et maléfiques et ne sont plus considérés comme des diables (djinns mécréants) quand ils se convertissent à l'islam mais comme des djinns musulmans.
Selon les trois religions abrahamiques, le roi Salomon (ou Souleymane selon l'islam) a été le premier humain à être autorisé à employer des démons pour ses besoins par Dieu. Il fut maître d'un royaume dans lequel il gouvernait les humains et les djinns. Selon l'islam, les Juifs auraient falsifié la Torah en notant que Salomon serait devenu idolâtre vers la fin de sa vie,.
« Et ils suivirent ce que les diables racontent contre le règne de Salomon. Alors que Salomon n’a jamais été mécréant mais bien les diables : ils enseignent aux gens la magie (sorcellerie) ainsi que ce qui est descendu aux deux anges Hârût et Mârût, à Babylone ; mais ceux-ci n’enseignaient rien à personne, avant qu’ils n’aient dit d’abord: "Nous ne sommes rien qu’une tentation: ne soit pas mécréant". Ils apprennent auprès d’eux ce qui sème la désunion entre l’homme et son épouse. Or ils ne sont capables de ne nuire à personne qu’avec la permission d’Allah. Et les gens apprennent ce qui leur nuit et ne leur est pas profitable. Et ils savent, très certainement, que celui qui fait cela n’aura aucune part dans l’au-delà. Certes, quelle détestable marchandise pour laquelle ils ont vendu leurs âmes, si seulement ils savaient. »[réf. nécessaire]
Selon les religions abrahamiques, Iblis fait partie de cette catégorie de djinn, à la différence que lui et ses semblables sont considérés comme des anges déchus, car ils ne suivent pas la loi divine (Torah, Évangiles, Coran, etc.) mais suivent seulement leurs désirs et leurs passions.

## Écriture islamique
Les ifrits seraient beaucoup plus rapides et intelligents que les simples djinns puisqu'ils se déplacent à la vitesse de la lumière. Ils seraient comme le feu qui se déplace à la vitesse de la lumière.
Un ifrit est mentionné dans le Coran, dans la Sourate An-Naml (27: 38-40):
38. Il [Salomon] dit : « Ô notables! Qui de vous m’apportera son trône avant qu’ils (la reine de Saba et son peuple) ne viennent à moi soumis? »
39. Un djinn redoutable (عفريت : ifrit) dit : « Je te l’apporterai avant que tu ne te lèves de ta place : pour cela, je suis fort et digne de confiance ».
Un ifrit est également mentionné dans la nuit de Muhammad. Ici, l'ifrit a essayé de brûler Muhammad avec une torche, cependant l'ange Gabriel lui a dit une prière pour surmonter l'ifrit. Par conséquent, il a récité la prière et l'ifrit fut dissous.

## Littérature arabe
L'un des récits des Mille et Une Nuits, intitulé le « Conte du portefaix et des trois dames », évoque un prince qui, attaqué par des pirates, se réfugie d'abord chez un bûcheron. Il découvre ensuite une chambre souterraine hébergeant une belle femme enlevée par un ifrit. Le prince s'en éprend mais tous deux sont découverts par l'ifrit. Fou de jalousie, ce dernier transforme le prince en singe. Plus tard, une princesse rendra au prince sa forme première avant de livrer combat à l'ifrit. Au cours de ce combat, ce dernier se métamorphose en divers animaux, en fruits, puis en flammes, ce qui lui sera fatal puisqu'il sera réduit en cendres.
Si dans le livre, le mot a généralement le sens de « génie », dans le conte en question, l'ifrit devient malveillant et facilement dupé par les protagonistes.
Dans le folklore primitif, les éfrits sont réputés naître du sang d'un meurtre ; tremper un clou jamais utilisé dans ce sang est supposé empêcher la naissance de tout ifrit, qui peut par ailleurs prendre la forme de Satan, de la victime d'un meurtre ou encore d'une tempête de sable.

## Dans les œuvres de fiction

### Littérature et bande dessinée
- Un chapitre d’American Gods de Neil Gaiman (2001) est consacré à un ifrit vivant à New York, que l'on retrouve dans l'adaptation en série.
- Ils sont mentionnés dans la série de romans Trinity Blood (à partir de 2001).
- Les ifrits sont également des esprits supérieurs dans la Trilogie de Bartiméus de Jonathan Stroud (2003-2005).
- Dans Tara Duncan de Sophie Audouin-Mamikonian, les Effrits sont des démons mineurs qui occupent diverses fonctions dans les villes.
- Dans la série de light novels Moi, quand je me réincarne en Slime, le personnage de Shizue Izawa est possédé par un esprit du feu nommé Ifrit.
- Dans le shōnen One Piece, le personnage de Sanji utilise une technique appelée Jambe à l'Ifrit.
- Plusieurs ifrits sont au cœur de l'intrigue du roman Maître des djinns de l'auteur américain P. Djèlí Clark.
- Dans le manga How not to Summon a Demon Lord, le personnage de Gewalt possède une invocation qui s'appelle Ifrit.

### Cinéma et télévision
- Samia Gamal interprète une séduisante ifrit dans la comédie musicale égyptienne Madame la diablesse (1949).
- Un ifrit est au cœur d'une des intrigues de la cinquième saison de True Blood : il apparaît comme une malédiction à la suite d'exactions d'un des personnages de la série en Irak.
- Les ifrits sont au cœur d'une intrigue dans un épisode de la saison  2 de Lost Girl.
- Dans l'animé Date A Live, Ifrit y est présent en tant que personnage principal, mais pas dès le début de la série.

### Jeux vidéo
Les ifrits sont présents dans diverses histoires de jeux de rôle et de jeux vidéo de rôle.
- Le nom Ifrit revient dans les jeux vidéo Final Fantasy comme une invocation ayant le feu comme élément, et dans Final Fantasy XII en tant que vaisseau. Dans Final Fantasy XIV, il est le primordial du feu, dans Final Fantasy XV, il est l'un des 6 astraux, surnommé le Traître. Ifrit est également un primordial dans Final Fantasy XVI.
- Dans le jeu Sonic Rivals 2, Ifrit est une créature inter-dimensionnelle qu'Eggman Nega veut utiliser.
- Dans les jeux Tales of (Symphonia, Eternia, Phantasia, Xillia), l'esprit du feu se nomme Efreet.
- Dans God of War: Chains of Olympus, Kratos peut invoquer un djinn de feu nommé Efreet.
- Dans Heroes of Might and Magic, l'Effrit est un puissant djinn de feu. On les retrouve dans les opus III, IV et V.
- Dans Baldur's Gate II: Shadows of Amn, les efritti (pluriel d'efrit) sont des créatures représentées comme des génies du feu.
- Dans Sonic and the Secret Rings, Erazor Djinn crée un ifrit depuis les flammes pour attraper Sonic.
- Dans Aura Kingdom, Efrit est une créature avec l'attribut du feu, qui fait partie des « Eidolons ».
- Dans Prince of Persia : Les Sables oubliés, Ratash, l'ennemi principal du jeu, est un éfrit[9].
- Dans Rise of Nations: Rise of Legends, l'éfrit est une unité volante des Alins, recrutée dans le cercle de feu.
- Dans Summoners War, Ifrit est un monstre de niveau 5 étoiles obtenable via le centre de fusion, via le magasin de magie antique ou en utilisant des points de guilde.
- Dans Overwatch, Ifrit est le nom d'un modèle légendaire du personnage Zenyatta.
- Dans Devil May Cry, le personnage principal (Dante) trouve une arme nommée Ifrit, elle se compose d'une lourde paire de gantelets en métal noir qui génère du feu.
- Dans ARMA III, le véhicule d'infanterie du CSAT qui peut être armé d'une tourelle doté d'un camouflage hexagonal.
- Dans Rift: Planes of Telara, les efrit sont des créatures hostiles issues du Plan du Feu, vassaux du Dragon du Feu Maëlforge.
- Dans Black Desert Online, les efrits sont des créatures hostiles sur les zones de monstres aux alentours d'Heidel et de Velia
- Dans Wizard101, l'ifrit est une créature du Feu, malicieuse et puissante, qui a été bannie il y a très longtemps de notre monde.